# Abu Hajan Touhidi
 Abu Hajan Touhidi (arapski أبو حيان توحيدي) rođen je 923. a umro 1023. godine.

## Život i delo
Abu Hajan Touhidi je jedan Farabijev savremenik. Jedno od zanimljivih Abu Hajanovih dela jeste njegova knjiga al-Havamil va aš-šavamil, u kojoj on, u okviru nesvakidašnje naučne prepiske sa Ibn Miskevejhom, postavlja 175 pitanja, a Ibn Miskevejh na njih odgovara. Slanje pitanja preko pisama markantnim naučnim autoritetima bila je vrlo zastupljena tradicija u tom vremenu.

## Literatura
- Halilović, T., Halilović, S. i Halilović, M. (2014), Kratka istorija islamske filozofije, Beograd, Centar za religijske nauke „Kom”, str. 43.